# Villevêque
Villevêque is een plaats en voormalige gemeente in het Franse departement Maine-et-Loire in de regio Pays de la Loire en telt 2607 inwoners (1999). De plaats maakt deel uit van het arrondissement Angers.

## Geschiedenis
Villevêque is op 1 januari 2019 gefuseerd met de gemeente Soucelles tot de gemeente Rives-du-Loir-en-Anjou. 

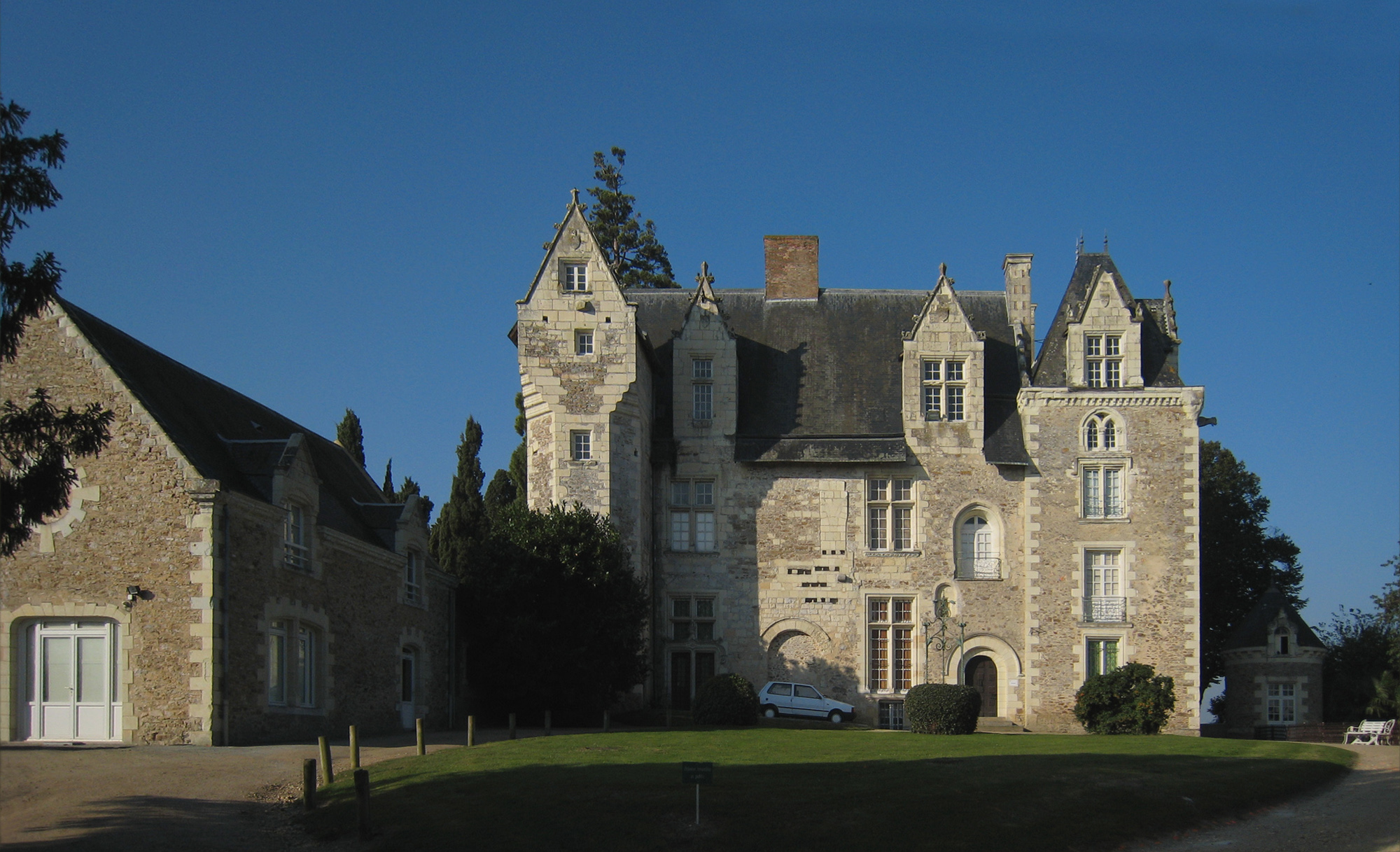
Kasteel van Villevêque
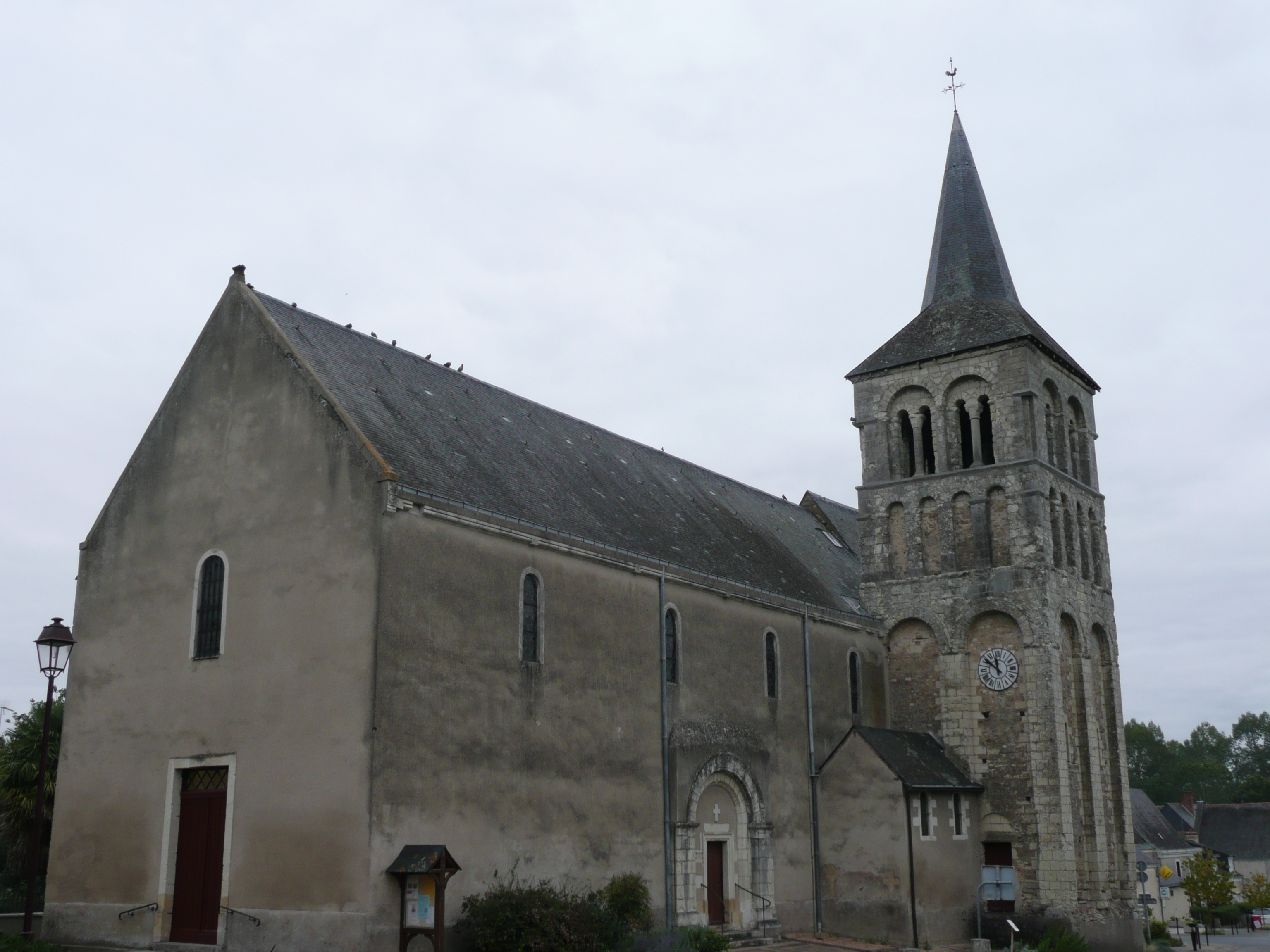
Kerk in Villevêque

## Geografie
De oppervlakte van Villevêque bedraagt 28,0 km², de bevolkingsdichtheid is 93,1 inwoners per km².
De onderstaande kaart toont de ligging van Villevêque met de belangrijkste infrastructuur en aangrenzende gemeenten.

## Demografie
Onderstaande figuur toont het verloop van het inwonertal.